# Гродзицкий, Кшиштоф
Кшиштоф Гродзицкий († 21 декабря 1659) — польский военный и государственный деятель, генерал артиллерии коронной (с 1652), староста дрогобычский (с 1656), каштелян каменецкий (1657—1659).

## Биография
Представитель польского шляхетского рода Гродзицких герба «Лада». Брат известного польского архитектора и военного инженера Павла Гродзицкого (ум. 1645).
После обучения в Голландии вернулся в Речь Посполитую. В 1626—1629 годах Кшиштоф Гродзицкий участвовал в войне со Швецией в Пруссии. Служил в Померании под командованием великого коронного гетмана Станислава Конецпольского. Участвовал в Тридцатилетней войне в составе католической армии под предводительством Альбрехта Валленштейна. Вернувшись в Польшу, в 1640 году он был назначен комендантом польской крепости Кодак после Яна Жолтовского. В 1644 году Кшиштоф Гродзицкий участвовал в разгроме крымской орды в битве под Охматовом.
В 1648 году польский гарнизон под руководством Кшиштофа Гродзицкого выдержал многомесячную осаду казацких войск под предводительством Богдана Хмельницкого. Только 26 сентября 1648 года К. Гродзицкий вынужден был капитулировать из-за нехватки продовольствия и боеприпасов. Нарушив собственное слово, Богдан Хмельницкий приказал арестовать Кшиштофа Гродзицкого вместе с остатком гарнизоном. После заключения Зборовского договора между польским правительством и восставшими казаками Кшиштоф Гродзицкий был освобожден из плена. В 1650 году он получил чин полковника артиллерии, а в 1652 году стал генералом коронной артиллерии.
В 1652 году Кшиштоф Гродзицкий участвовал в неудачной для поляков битве с казаками и татарами под Батогом. После разгрома он был татарами в плен, из которого был освобожден благодаря стараниям кармелита Гилария.
В 1655 году генерал от артиллерии Кшиштоф Гродзицкий участвовал в битве под Ахматовом и руководил гарнизоном Львова, осажденного русско-казацкой армией под командованием гетмана Богдана Хмельницкого и боярина Василия Бутурлина.
С 1656 года — староста дрогобычский. Летом 1656 года Кшиштоф Гродзицкий командовал польской артиллерией во время битве со шведско-бранденбургской армией под Варшавой. Позднее он также участвовал в военных действиях против шведских оккупантов, занимаясь в основном осадой тех польских городов и крепостей, которые ещё находились в руках шведов (в том числе Торунь, Эльблонг).
Скончался в декабре 1659 года. Был похоронен в часовне Бучацких Латинского кафедрального собора во Львове.